# ジョージア軍 (北軍)
ジョージア軍（Army of Georgia）は、南北戦争の海への進軍とカロライナ方面作戦においてウィリアム・シャーマン少将の軍集団の左翼を務めた軍である。

## 歴史
1864年に実施されたアトランタ方面作戦において、シャーマンの率いた軍集団はテネシー軍、カンバーランド軍及びオハイオ軍から構成されていた。9月のアトランタの陥落後、シャーマンオハイオ軍とカンバーランド軍第4軍団を、ジョン・ベル・フッド中将の南軍テネシー軍の残存部隊への対処のために、北方に派遣した。11月、シャーマンはカンバーランド軍の第14軍団と第20軍団から成るジョージア軍を組織した。この新たに組織された軍の司令官には、第20軍団長であったヘンリー・W・スローカム少将が就任した。ジョージア軍は、シャーマンの海への進軍で片翼（左翼）を務めた。第15軍団と第17軍団で構成される、オリバー・O・ハワードが指揮するテネシー軍がもう片翼（右翼）を務めた。海への進軍において、ジョージア軍は戦闘にはほとんど加わらなかったが、カロライナ方面作戦のアベラスバラの戦いに参戦し、ベントンビルの戦いでは主力を務めた。

## 司令官
- ヘンリー・W・スローカム（1864年11月 - 1865年4月）

## 主な戦い、作戦
- アトランタ方面作戦
- 海への進軍
- カロライナ方面作戦
  - アベラスバラの戦い
  - ベントンビルの戦い

## 戦闘序列

### カロライナ方面作戦
軍司令官：スローカム少将
| 軍団                                                        | 師団                                                            | 旅団                                                                                     |
| ----------------------------------------------------------- | --------------------------------------------------------------- | ---------------------------------------------------------------------------------------- |
| 第14軍団 Jefferson C. Davis少将                             | 第1師団 Charles C. Walcutt准将                                  | - 第1旅団（6個連隊） - 第2旅団（3個連隊） - 第3旅団（4個連隊）                           |
| 第14軍団 Jefferson C. Davis少将                             | 第2師団 James D. Morgan准将                                     | - 第1旅団（5個連隊） - 第2旅団（6個連隊） - 第3旅団（6個連隊）                           |
| 第14軍団 Jefferson C. Davis少将                             | 第3師団 Absalom Baird少将                                       | - 第1旅団（7個連隊） - 第2旅団（5個連隊） - 第3旅団（4個連隊） - 砲兵部隊（4個砲兵中隊） |
| 第20軍団 アルフェウス・ウィリアムズ少将 Joseph A. Mower少将 | 第1師団 Nathaniel J. Jackson准将 アルフェウス・ウィリアムズ少将 | - 第1旅団（4個連隊） - 第2旅団（5個連隊） - 第3旅団（5個連隊）                           |
| 第20軍団 アルフェウス・ウィリアムズ少将 Joseph A. Mower少将 | 第2師団 ジョン・ギアリー少将                                    | - 第1旅団（5個連隊） - 第2旅団（5個連隊） - 第3旅団（6個連隊）                           |
| 第20軍団 アルフェウス・ウィリアムズ少将 Joseph A. Mower少将 | 第3師団 William Thomas Ward少将                                 | - 第1旅団（5個連隊） - 第2旅団（4個連隊） - 第3旅団（6個連隊） - 砲兵部隊（4個砲兵中隊） |

他にテネシー軍（2個軍団）及びオハイオ軍（2個軍団）が参加。

## 参考資料
- Army of Georgia at the American Civil War.